# Rudolf Polanszky
Rudolf Polanszky (* 1951 in Wien) ist ein österreichischer Künstler. Er bedient sich vorwiegend der Medien Malerei, Skulptur, Fotografie, Film, Installation und Collage.

## Biografie
Rudolf Polanszky wurde 1951 in Wien geboren. Seit 1976 ist er mit dem Film Zu einer Semiologie der Sinne und den ersten konzeptuellen Arbeiten wie den „Schweinsfettzeichnungen“ als freiberuflicher Künstler tätig. 
Aus der Beobachtung diverser künstlerischer Verfahrensweisen, entwickelte er in dieser ersten Konzeptgruppe diverse Strategien zur Umgehung „fremdbestimmter“, nicht bewusster Steuerungen des Verhaltens. Die scheinbare Freiheit von Entscheidungen schien zweifelhaft und abhängig von festgelegten Schemata. Durch die Beschränkung auf Methoden sollte die Struktur von „verfahrensabhängigen“ Ergebnissen untersucht und formuliert werden. Zu diesem Arbeitsbereich gehörten die Konzepte von u. a. „Koma“, den „Sprungfedern-Zeichnungen“ sowie den „Sitz-Bildern“ 1983–1985. 
Überschneidend zu diesen Konzepten entstanden Arbeiten auf S-8 Film, Video und multimediale Collagen, wie die schon erwähnte „Semiologie der Sinne“ 1976, „Der musikalische Affe“ 1979, „Sprungfedern-Demo“ 1983, „Koma“ 1983, „Gedächtnis und Musik/der musikalische Affe II“ 1999, „Stück für Tiere/Hirnmythologie/der musikalische Affe III“, später programmatische Videos zu Projekten wie „Modelle für transaggregate Strukturen“ 2007, oder „Hyperbolische Räume“ 2010.
Polanszkys, in seine Kunst eingeführte Begriffe wie Transformation, Nicht-Linearität, Symmetrien usw. beziehen sich auf die wissenschaftsähnliche Beziehung seiner theoretischen Arbeit. Ideen wie „ad hoc Synthesen“ und Kunst als Teil der Evolution erhellen den Blick auf seine Arbeitsweisen und Absichten. Die konsequente evolutive Entwicklung seiner Arbeit über die frühen  „Schweinsfettzeichnungen“, „Tierstempelbilder“ (Strukturen aus Tierspuren), „Folienverfaltungen“ bis hin zu den „Reconstructions“ der 1990er Jahre gipfelt in der Entwicklung der schon objekthaften, dreidimensionalen Bildarbeiten zu den Objekten, Skulpturen und Installationen wie den „Hypertransformen Skulpturen“ oder den „Hyperbolischen Räumen“.
Aus den methodischen Ansätzen entwickelten sich in den 1990er Jahren die Arbeiten hin zu transformativen, strukturellen Aspekten von Topologien, die zu der Entwicklung der „translinearen Rekonstruktionen“ führten. Das zweidimensionale Konzept der „Oberflächen“ wurde in den „Reconstructions“ von 1995 an bereits durch nicht-lineare Verfahren wie Schichtung und Tiefenstruktur-Transformationen unterlaufen und führte über die dreidimensionalen „Faltungen“ etc. zu den Konzepten der „Hyperbolischen Räume“ und der „hypertransformen Skulptur“.
Der gegenwärtige Arbeitsschwerpunkt liegt an der Weiterentwicklung der Idee der translinearen Verfahren bis zur rezenten Beschäftigung mit „Prim-Räumen“ auf der Basis mehrdimensionaler Transformationen und Symmetrie-Strukturen sowie deren Alter Ego, den „Negativräumen“.

## Werk
Rudolf Polanszkys künstlerische Tätigkeit setzte 1976 mit seinen „Schweinsfettbildern“ und dem handbemalten Super-8 Film Zu einer Semiologie der Sinne  an. Mit den Schweinsfettbildern gehörte er zu den Wiener Aktionisten, welche mit verschiedenen Flüssigkeiten experimentierten. Es folgten die in den 80er Jahren entstandenen „Sprungfederbilder“, bei deren Entstehung der Künstler auf einer Sprungfeder einen Farbpinsel haltend hüpfte und auf diese Weise den Balanceakt zwischen der Dynamik der Sprungfeder und seiner eigenen körperlichen Geschichtlichkeit sichtbar machte. Ende der 90er Jahre begann er die Reihe „Reconstructions“, eine detaillierte Auseinandersetzung mit verschiedenen Materialien wie Farbe, Stoff, Kunststoff, Holz und Acrylglas.

## Ausgewählte Solo- und Gruppenausstellungen
Gagosian, Almine Rech, Galerie Andreas Huber/Wien, Aurora Art Gallery/Wien, Ancient & Modern/London, Galerie Hohenlohe/Wien, Galerie Thoman/Innsbruck, MotGallery/London, Galerie Konzett/Wien, 21er Haus Österreichische Galerie Belvedere/Wien, Lenikus Collection/Wien, Aanant & Zoo, Berlin, NMNM Nouveau Muséee National de Monaco/Monaco, Frith Street Gallery/London, Kunsthalle/Wien, Kunsthalle Malmö, Biennale Venedig.
Film und Videopräsentationen z. B. im Museum of Modern Art/N.Y. und Centre Pompidou/Paris.

## Werke in Museen und öffentlichen Sammlungen
- Belvedere, Wien